# Charité Mumbongo
Charité Kabala Mumbongo (* 14. März 2002 in Bergsjön, Schweden) ist eine schwedische Handballspielerin, die beim französischen Erstligisten Entente Sportive Bisontine Féminin unter Vertrag steht.

## Karriere

### Im Verein
Mumbongo begann das Handballspielen im Jahr 2009 beim schwedischen Verein Nödinge SK. Zwischen 2016 und 2019 lief die Rückraumspielerin für Kärra HF auf. Anschließend schloss sie sich dem Erstligaaufsteiger Kungälvs HK an. Nachdem Mumbongo in ihrer ersten Spielzeit 25 Treffer erzielt hatte, steigerte sie sich in der darauffolgenden Spielzeit auf 70 Treffer. 2021 wechselte sie zum französischen Erstligisten CJF Fleury Loiret Handball. Nachdem CJF Fleury Loiret Handball ein Jahr später abgestiegen war, schloss sie sich dem dänischen Erstligisten Viborg HK an. Im Sommer 2024 wechselte sie zum französischen Erstligisten Entente Sportive Bisontine Féminin.

### In Auswahlmannschaften
Mumbongo lief zwischen 2018 und 2022 für die schwedischen Jugend- und Juniorinnennationalmannschaft auf, für die sie in 41 Länderspielen 103 Treffer erzielte. Bei ihrer ersten Turnierteilnahme mit der schwedischen Jugendnationalmannschaft gewann sie die Silbermedaille bei der U-17-Europameisterschaft 2019. Zwei Jahre später belegte sie bei der U-19-Europameisterschaft 2021 den vierten Platz. Mumbongo wurde als beste Abwehrspielerin in das All-Star-Team der Veranstaltung gewählt. Bei der U-20-Weltmeisterschaft 2022 belegte sie wiederum den vierten Rang. Am 23. April 2022 gab sie ihr Debüt für die schwedische A-Nationalmannschaft gegen die Türkei.

## Sonstiges
Ihr Bruder Joel Mumbongo spielt professionell Fußball.